# Beşiktaş Jimnastik Kulübü 2024-2025 (pallacanestro maschile)
Questa voce raccoglie le informazioni riguardanti la sezione cestistica del Beşiktaş Jimnastik Kulübü nelle competizioni ufficiali della stagione 2024-2025.

## Stagione
La stagione 2024-2025 del Beşiktaş Jimnastik Kulübü è la 58ª nel massimo campionato turco di pallacanestro, la Basketbol Süper Ligi.
All'inizio della nuova stagione la Federazione decise di modificare il regolamento riguardo al numero di giocatori stranieri consentiti per ogni squadra che così venne allargato a sette. Inoltre, per tutta la durata della gara, le squadre devono schierare nel quintetto in campo almeno 1 giocatore di nazionalità turca.

## Roster
Aggiornato al 17 ottobre 2024.
| Beşiktaş Fibabanka 2024-25 | Beşiktaş Fibabanka 2024-25 |
| Giocatori                  | Staff tecnico              |
| -------------------------- | -------------------------- |

| N. | Naz.                                           | Ruolo | Nome             | Anno | Alt.   | Peso   |  |
| -- | ---------------------------------------------- | ----- | ---------------- | ---- | ------ | ------ |  |
| 0  | Stati Uniti (bandiera)                         | G     | Kyle Allman      | 1997 | 191 cm | 83 kg  |  |
| 1  | Kosovo (bandiera) · Turchia (bandiera)         | C     | Rrezon Elezaj    | 2007 | 218 cm |        |  |
| 2  | Stati Uniti (bandiera)                         | G     | Jonah Mathews    | 1998 | 190 cm | 85 kg  |  |
| 3  | Serbia (bandiera)                              | C     | Uroš Plavšić     | 1998 | 216 cm | 120 kg |  |
| 5  | Stati Uniti (bandiera) · Montenegro (bandiera) | P     | Derek Needham    | 1990 | 180 cm | 75 kg  |  |
| 6  | Turchia (bandiera)                             | P     | Berk Uğurlu      | 1996 | 190 cm | 85 kg  |  |
| 7  | Turchia (bandiera)                             | G     | Yiğit Arslan (C) | 1996 | 194 cm | 89 kg  |  |
| 9  | Canada (bandiera)                              | AC    | Conor Morgan     | 1994 | 206 cm | 102 kg |  |
| 10 | Turchia (bandiera)                             | P     | Yağız Aksu       | 2006 | 192 cm | 95 kg  |  |
| 14 | Stati Uniti (bandiera)                         | AG    | Dustin Sleva     | 1995 | 203 cm |        |  |
| 19 | Turchia (bandiera)                             | G     | Emir Adıgüzel    | 2003 | 192 cm |        |  |
| 20 | Turchia (bandiera)                             | AG    | Kerem Konan      | 2004 | 207 cm | 97 kg  |  |
| 22 | Turchia (bandiera)                             | G     | Ata Özbek        | 2005 | 193 cm |        |  |
| 24 | Turchia (bandiera)                             | AG    | Eren Karakaya    | 2006 | 202 cm |        |  |
| 30 | Stati Uniti (bandiera)                         | AP    | Kelan Martin     | 1995 | 199 cm | 104 kg |  |
| 33 | Stati Uniti (bandiera)                         | C     | Emanuel Terry    | 1996 | 206 cm | 100 kg |  |

| Allenatore |
| - Dušan Alimpijević |
| Assistente/i |
| - Buğra Bayazıt - Dmytro Boldaev - Sinan Çelik - Jernej Valentinčič Legenda - (C) Capitano - (IN) Inattivo - Infortunato Roster |

## Mercato

### Sessione estiva
| Acquisti | Acquisti      | Acquisti     | Acquisti      | Acquisti |
| R.a      | Nome          | da           | Modalità      |          |
| -------- | ------------- | ------------ | ------------- | -------- |
| G        | Emir Adıgüzel | Sigortam.Net | fine prestito |          |
| AP       | Kelan Martin  | Karşıyaka    | svincolato    |          |
| AG       | Conor Morgan  | London Lions | svincolato    |          |
| AG       | Dustin Sleva  | Murcia       | svincolato    |          |
| C        | Emanuel Terry | Manisa       | svincolato    |          |

| Cessioni | Cessioni        | Cessioni        | Cessioni       | Cessioni |
| R.       | Nome            | a               | Modalità       |          |
| -------- | --------------- | --------------- | -------------- | -------- |
| G        | Emir Adıgüzel   | Bandırma Bordo  | prestito       |          |
| AP       | Matt Mitchell   | Žalgiris Kaunas | fine contratto |          |
| AG       | Berkan Durmaz   | Türk Telekom    | fine contratto |          |
| C        | Ángel Delgado   | Galatasaray     | fine contratto |          |
| C        | Marko Simonović | Stella Rossa    | fine prestito  |          |
| C        | Samet Yiğitoğlu | İTÜ Basket      | fine contratto |          |

### Dopo l'inizio della stagione
| Acquisti | Acquisti      | Acquisti       | Acquisti         | Acquisti      |
| R.       | Nome          | da             | Data             | Modalità      |
| -------- | ------------- | -------------- | ---------------- | ------------- |
| C        | Uroš Plavšić  | Stella Rossa   | 27 dicembre 2024 | prestito      |
| G        | Emir Adıgüzel | Bandırma Bordo | maggio 2025      | fine prestito |

| Cessioni | Cessioni | Cessioni | Cessioni | Cessioni |
| R.       | Nome     | a        | Data     | Modalità |
| -------- | -------- | -------- | -------- | -------- |